# Círculo de Escipión

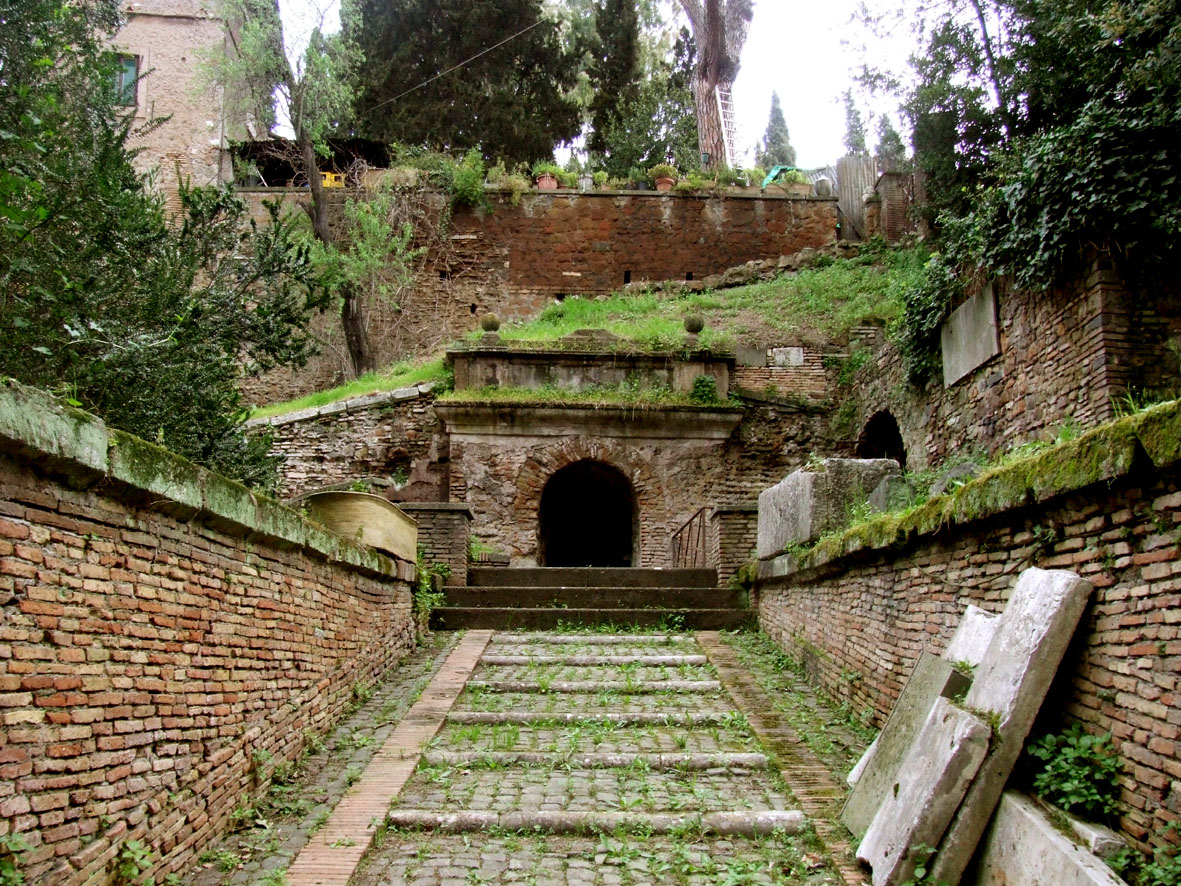
Entrada a la Tumba de los Escipiones.

Desde el siglo XIX se denomina Círculo escipiónico o Círculo de Escipión o más correctamente de los Escipiones a un grupo de filósofos, poetas y políticos romanos patrocinado por Cornelia, la madre de los Gracos Tiberio y Cayo, y su yerno Escipión Emiliano, que le dio nombre, desde mediados del siglo II a. C.

## Historia del nombre
La denominación nació de un pasaje del diálogo De amicitia de Cicerón. Los Cornelios Escipiones fueron probablemente los primeros protectores de la cultura y las artes en Roma antes de que Gayo Mecenas, el ministro y amigo del emperador Octavio Augusto, diese su nombre a la actividad del mecenazgo y al Círculo de Mecenas.

## Características
Los unía la veneración por la cultura, la literatura y el humanismo de los griegos, en particular del periodo helenístico, tema principal de sus conversaciones y discusiones, aunque, fuera de este filohelenismo, también contaba con una proyección política en la sociedad romana de su tiempo, ya que estaba formado en su mayoría por miembros de la aristocracia y se oponía al grupo conservador del Senado romano que promovía las tradiciones nacionales (mos maiorum), acaudillado por Catón el Viejo y sus seguidores; al contrario que ellos, su espíritu era internacional y universal, la humanitas del estoicismo, de la que nació la idea del destino universal de Roma (véase Sueño de Escipión). Con este círculo empieza a consolidarse la asimilación de la cultura griega por la romana.

## Miembros
Para la historia de la literatura romana tuvo una importancia seminal (protegió a poetas y dramaturgos como Lucilio y Terencio, y mantuvo estrechos y prolongados lazos con importantes personajes de la cultura griega de su tiempo como el filósofo del estoicismo medio Panecio y el historiador Polibio), y nos es conocido sobre todo por las obras de Marco Tulio Cicerón, en particular su Laelius de amicitia y su De Republica. El número de miembros de esta tertulia varió en el curso de su existencia, pasando de los 15 nombres del período inicial a los 27 de su esplendor y a los 10 de su decadencia.
La comunidad académica contemporánea considera hoy este grupo con más escepticismo y más bien prefiere hablar de autores agrupados por intereses diversos en dos épocas distintas; por ejemplo, Terencio y Panecio, dos de sus miembros más importantes, nunca pudieron conocerse porque el primero ya había fallecido cuando el segundo llegó a Roma. La primera fase de este círculo concluyó con la muerte de Escipión el Africano el año 183 antes de Cristo.
Entre sus miembros cabe destacar a Escipión Emiliano, cónsul de Roma del 147 antes de Cristo al 134; Lelio, cónsul en el 140 a. C.; los más ancianos Lucio Furio Filo, cónsul el 136 a. C.; Manio Manilio, cónsul en el 149, y Espurio Mumio, satírico y soldado.
Más jóvenes fueron Quinto Elio Tuberón, tribuno en el 130 y filósofo del estoicismo medio; Publio Rutilio Rufo, cónsul el 105; Quinto Mucio Escévola, augur y cónsul en el 117, y Cayo Fannio, cónsul el 122.
Otros miembros fueron los ya citados Terencio, Lucilio, Polibio y Panecio de Rodas. Algunos incluyen también al dramaturgo Pacuvio, pero ya debía ser bastante viejo.